# Campeonato Mundial de Natação em Piscina Curta de 2021 - 4x100 m medley feminino
A prova dos 4x100 metros medley feminino do Campeonato Mundial de Natação em Piscina Curta de 2021 foi disputado no dia 21 de dezembro de 2021, na Etihad Arena, em Abu Dhabi, nos Emirados Árabes Unidos.

## Recordes
Antes desta competição, os recordes mundiais e do campeonato nesta prova eram os seguintes:
|                       | Nacionalidade  | Tempo   | Local     | Data                   |
| --------------------- | -------------- | ------- | --------- | ---------------------- |
| Recorde mundial       | Estados Unidos | 3:44.52 | Budapeste | 21 de novembro de 2020 |
| Recorde do campeonato | Estados Unidos | 3:45.58 | Hangzhou  | 16 de dezembro de 2018 |

## Medalhistas
| Ouro | Prata | Bronze |
| Suécia · Louise Hansson · Sophie Hansson · Sarah Sjöström · Michelle Coleman · Hanna Rosvall[a] · Emelie Fast[a] | Canadá · Kylie Masse · Sydney Pickrem · Maggie Mac Neil · Kayla Sanchez · Katerine Savard[a] · Summer McIntosh[a] | China · Peng Xuwei · Tang Qianting · Zhang Yufei · Cheng Yujie · Wan Letian[a] · Yu Yiting[a] · Zhu Jiaming[a] |

a  Nadadores que participaram apenas nas eliminatórias e receberam medalhas.

## Resultados

### Eliminatórias
As eliminatórias ocorreram dia 21 de dezembro com um total de 13 nacionalidades.
| Colocação | Bateria | Raia | Nacionalidade              | Nadadoras | Tempo   | Notas |
| --------- | ------- | ---- | -------------------------- | --- | ------- | ----- |
| 1         | 1       | 5    | Suécia                     | Hanna Rosvall (57.86) Emelie Fast (1:05.59) Louise Hansson (56.04) Michelle Coleman (53.18)                                | 3:52.67 | Q     |
| 2         | 1       | 4    | Canadá                     | Kylie Masse (56.62) Sydney Pickrem (1:05.46) Katerine Savard (57.41) Summer McIntosh (53.55)                               | 3:53.04 | Q     |
| 3         | 2       | 3    | Itália                     | Silvia Scalia (57.71) Martina Carraro (1:05.66) Ilaria Bianchi (57.39) Costanza Cocconcelli (52.92)                        | 3:53.68 | Q     |
| 4         | 2       | 4    | Estados Unidos             | Katharine Berkoff (56.62) Kate Douglass (1:05.06) Torri Huske (58.81) Paige Madden (53.24)                                 | 3:53.73 | Q     |
| 5         | 1       | 3    | Federação Russa de Natação | Daria Ustinova (59.23) Nika Godun (1:04.46) Daria Klepikova (58.45) Ekaterina Nikonova (53.01)                             | 3:55.15 | Q     |
| 6         | 2       | 6    | Países Baixos              | Maaike de Waard (57.30) Kim Busch (1:08.74) Tessa Giele (58.66) Marrit Steenbergen (51.98)                                 | 3:56.68 | Q     |
| 7         | 2       | 2    | Suíça                      | Nina Kost (59.26) Lisa Mamié (1:05.67) Maria Ugolkova (56.98) Alexandra Touretski (54.88)                                  | 3:56.79 | Q,    |
| 8         | 2       | 5    | China                      | Wan Letian (57.63) Yu Yiting (1:07.23) Zhu Jiaming (59.39) Cheng Yujie (52.95)                                             | 3:57.20 | Q     |
| 9         | 1       | 7    | Turquia                    | Ekaterina Avramova (58.46) Viktoriya Zeynep Güneş (1:06.07) Nida Eliz Üstündağ (59.22) Selen Özbilen (56.65)               | 4:00.40 |       |
| 10        | 2       | 7    | Coreia do Sul              | Kim Seo-yeong (1:00.20) Back Su-yeon (1:07.31) Park Ye-rin (58.32) Jeong So-eun (55.18)                                    | 4:01.01 |       |
| 11        | 1       | 1    | Áustria                    | Caroline Pilhatsch (59.44) Cornelia Pammer (1:09.12) Lena Kreundl (59.24) Lena Opatril (55.16)                             | 4:02.96 |       |
| 12        | 1       | 6    | Hong Kong                  | Stephanie Au (59.50) Lam Hoi Kiu (1:09.44) Natalie Kan (59.80) Katii Tang (55.10)                                          | 4:03.84 |       |
| 13        | 2       | 8    | Tailândia                  | Jinjutha Pholjamjumrus (1:02.28) Phiangkhwan Pawapotako (1:10.99) Jenjira Srisaard (59.83) Kornkarnjana Sapianchai (56.09) | 4:09.19 |       |
| 14        | 1       | 2    | França                     | | DNS     |       |
| 14        | 2       | 1    | Eslováquia                 | | DNS     |       |

### Final
A final foi realizada em 21 de dezembro.
| Colocação         | Raia | Nacionalidade              | Nadadoras                                                                                        | Tempo   | Notas            |
| ----------------- | ---- | -------------------------- | ------------------------------------------------------------------------------------------------ | ------- | ---------------- |
| Medalha de ouro   | 4    | Suécia                     | Louise Hansson (56.25) Sophie Hansson (1:03.70) Sarah Sjöström (54.65) Michelle Coleman (51.60)  | 3:46.20 | Recorde europeu  |
| Medalha de prata  | 5    | Canadá                     | Kylie Masse (55.76) Sydney Pickrem (1:04.97) Maggie Mac Neil (55.30) Kayla Sanchez (51.33)       | 3:47.36 | Recorde nacional |
| Medalha de bronze | 8    | China                      | Peng Xuwei (57.12) Tang Qianting (1:03.25) Zhang Yufei (54.93) Cheng Yujie (52.11)               | 3:47.41 | Recorde asiático |
| 4                 | 6    | Estados Unidos             | Katharine Berkoff (56.02) Emily Escobedo (1:04.99) Claire Curzan (55.61) Abbey Weitzeil (51.06)  | 3:47.68 |                  |
| 5                 | 2    | Federação Russa de Natação | Maria Kameneva (56.59) Nika Godun (1:04.53) Svetlana Chimrova (56.18) Ekaterina Nikonova (52.64) | 3:49.94 | Recorde nacional |
| 6                 | 3    | Itália                     | Silvia Scalia (57.56) Martina Carraro (1:04.98) Elena Di Liddo (55.93) Silvia Di Pietro (52.56)  | 3:51.03 | Recorde nacional |
| 7                 | 7    | Países Baixos              | Maaike de Waard (56.64) Kim Busch (1:08.25) Tessa Giele (57.20) Marrit Steenbergen (51.88)       | 3:53.97 | Recorde nacional |
| 8                 | 1    | Suíça                      | Nina Kost (58.98) Lisa Mamié (1:05.79) Maria Ugolkova (56.35) Alexandra Touretski (54.72)        | 3:55.84 | Recorde nacional |

Legenda
| Recorde mundial       | Recorde mundial (World record)               |                       | Recorde africano                      | Recorde africano (African) |                                           | Q | Classificado por posição (Qualified) |
| Recorde do campeonato | Recorde do campeonato (Championship record)  | Recorde da América    | Recorde da América (Americas)         | q                          | Classificado por melhor tempo (Qualified) |   |                                      |
| Melhor marca do ano   | Melhor marca do ano (World leading)          | Recorde asiático      | Recorde asiático (Asian)              | DNS                        | Não largou (Did not start)                |   |                                      |
| Recorde nacional      | Recorde nacional (National record)           | Recorde europeu       | Recorde europeu (European)            | DNF                        | Não terminou (Did not finish)             |   |                                      |
| Recorde pessoal       | Recorde pessoal do atleta (Personal best)    | Recorde da Oceania    | Recorde da Oceania (Oceania)          | DSQ / DQ                   | Desclassificado (Disqualified)            |   |                                      |
| Recorde da temporada  | Recorde da temporada do atleta (Season best) | Recorde sul-americano | Recorde sul-americano (South America) | NM                         | Sem marca (No mark)                       |   |                                      |